# 황희두
황희두(黃熙斗, 1992년 1월 29일~)는 대한민국의 전직 스타크래프트, 스타크래프트 II 프로게이머이자 현재는 소셜 디자이너로 활동중이다. 비영리민간단체 청년문화포럼 초대 회장, 주권자 전국회의 상임 공동대표이며 언론인이다. 호는 청도(靑道)다. 수필가 겸 칼럼니스트, 금융인 황태영의 아들이다. 소속 정당은 더불어민주당이다.

## 생애

### 프로게이머

#### 스타크래프트
2010년 상반기 드래프트에서 MBC게임 히어로의 1차 지명으로 입단하였다. Gas[fOu]라는 아이디를 사용했으며, 종족은 테란이다.

#### 스타크래프트 II
2010년 MBC게임 히어로에서 은퇴한 후 TSL팀에 합류하여 스타크래프트 II 게이머로 처음 모습을 드러냈으며 2010년 10월 18일에 열린 Sony Ericsson STARCRAFT II OPEN Season 2 64강 경기에서는 테란유저 임요환을 만나 0:2로 패배하였다. 이 경기는 생중계 도중 곰TV 서버를 다운시키는 사태를 일으켰으며 이후 곰TV가 공식사과를 하기에 이르렀다. 현재(2010-11-05 이전) 조회수 약 240만을 기록하였다.
2010년 10월 임요환 선수와의 경기를 마지막으로 게임계에서 은퇴하였으며 '제물테란'이라는 별명을 얻었다.

### 사회운동가

#### 청년문화포럼 설립
前 프로게이머 출신 황희두와 넛지스토리 대표 국도형이 만든 비영리 민간단체다.
"청년이 청년을 돕는다"와 "청년이 세상을 바꾼다"라는 슬로건으로 다양한 사회적 문화 운동을 펼치고 있으며, 매 달 한 번씩 전체 회원이 모이는 <컬쳐쇼>를 진행한다. 2016년 1월 청년문화포럼을 설립해 21세기 新 문화운동, 아프리카아시아난민교육후원회 ADRF와 협력하는‘청년들과 함께하는 해외봉사 마을 살리기 프로젝트’, 노란 목도리 캠페인, 북트로(지하철 內 독서 장려), 동북4구 청년&청소년 문화행사 등의 다양한 사회 공익적 활동을 하고 있다. '오로지 대학'만을 추구하는 문화를 없애기 위해 새로운 청년 문화 운동을 꿈꾸며 기성세대와 청년세대간의 세대 통합을 추진 중이다. 현재 활동 중인 청년은 약 180명이며(2017.11 기준), 위원회는 14개(문화예술, ICT, 마케팅, 패션, 디자인, 민주참여, 역사, 뷰티, 교육위원회, 경제, 언론, 취업, 보건, 콘텐츠)가 있다.
역대《컬쳐쇼》에는 박원순 서울시장, 가수 김장훈, 표창원 의원, 곽노현 전 교육감, 김태동 (1947년) 전 경제수석, 채현국 효암학원 이사장, 래퍼 정상수 등이 참가하였다.
청년문화포럼의 고문에는 노소영, 박영립, 채현국, 홍사덕, 김태동, 송정희, 곽노현 등이 있다. (2017.11 기준)

#### e스포츠 발전 및 게임 인식 개선 정책제안
2016년 7월, 서울시가 주최한 '광장은 시장실'에 참석하여 박원순 서울시장에게 e스포츠의 발전과 게임 문화의 인식 개선을 제안하였고 체택되었다. 학부모들과 청소년들에게 게임 문화가 마냥 안 좋은 게 아니란 걸 알리고 중국 시장에 밀려 뒤쳐진 대한민국 e스포츠의 현실을 개선하기 위한 목적이다. 2014년도 기준으로 중국은 약 4조원대의 금액을 e스포츠에 투자하며 세계 e스포츠 강국으로 도약하였으며, 정작 e스포츠의 종주국인 대한민국은 점차 중국에 밀리고 있다. 이를 해결하기 위해 전/현직 프로게이머, 게임단 관계자, 지자체, 정부 등과 협력하여 '대한민국 e스포츠 시장 살리기'를 추진중이다.

#### 박근혜 대통령 구속 기자회견
박근혜 대통령의 국정농단과 정치 검찰의 비정상적인 판단을 보며 현직 대통령을 고발한 내용이다. 청년문화포럼 민주참여위원회 김민성 위원장과 함께 국회 앞에서 박근혜 구속을 외쳤다. 더불어 “국회탄핵무효“ “계엄을 선포하라” “촛불시민을 다 죽이라”는 등의 선동과 내란 유발도 서슴지 않는 반국가적 장소에 나가고, 국회의 기정사실인 탄핵입장을 반대해온 국회의원까지 국회 윤리위제소 및 징계를 요구한 사건이다.

#### 북레터 365 운동
수필가 황태영, 효암학원 이사장 채현국을 필두로 문화운동가 황희두, 서양화가 송미영, 캘리그라퍼 진성영, 기업인 국도형 등을 모아 단체 대한북레터협회를 만들어 '북레터 365 운동'을 활성화 시키는 중이다. 책에 편지쓰기 캠페인을 진행하여 독서 장려, 따뜻한 사회 만들기 등을 목적으로 다양한 활동중이다. 2015년 11월 대한북레터협회 상임 부회장으로 선임되었다.

##### 황희두의 북레터 인터뷰
- 박재복 MBC 부국장[10]
- 채현국 효암학원 이사장[11]

#### 용산생태공원 추진 프로젝트
환경재단 최열 대표를 중심으로 만든 용산생태공원시민클럽의 대의원으로 활동중이다. 역사, 생태, 문화 이야기로 소통하며 대책 없는 개발이 아닌 재생 복원 가능한 자연친화적 공원 조성으로 참여자 모두 역사 지킴이, 생태 가꿈이, 문화유산 보존자로서 자부심을 갖게 한다는 것이 목표다. 서울의 허파인 용산공원을 세계적 자연생태공원으로 만들어 후손들에게 물려주기 위해 활동중이다.

#### 국정원 내놔라 내파일, 시민운동
곽노현 상임공동대표, 이영주 민주노총 사무총장, 배우 문성근씨 등이 청구인단으로 참여한 내놔라시민행동은“국정원은 이번 정보공개청구를 사찰 근절 의지를 표명하는 계기로 삼아 기록을 최대한 공개해야 한다”며 시작된 시민운동으로 국정원의 불법 사찰을 근절하자는 취지의 운동으로서 당당히 이름을 올렸다.

#### 적폐 청산과 국가 대개혁을 위한 주권자 전국회의
2017년 4월 1일, 시민사회단체회원 500여 명이 모인 가운데 광화문 광장에서 '적폐청산과 국가 대개혁을 위한 주권자전국회의' 출범식이 열렸다.
적폐청산과 국가 대개조를 위한 모임으로 트럼프 방한 반대, 사드 배치 반대, 박근혜 탄핵, 촛불 정치학교 등을 진행중에 있으며, 현재 상임 공동대표로 선임되어 활동 중이다.

## 어록

황희두 서명

- "시민문화운동 ‘북레터 365 운동’으로 대한민국 소통문화를 혁신하겠다." - 《매거진 열린사람들 인터뷰 中》[15]
- "5년 안에 전국민이 참여할 수 있는 운동 만들 것" , "프로게이머 보단 프로 문화운동가" 《주간인물 - Weekly People 잡지 인터뷰 中》[16]
- "어제의 기성세대와 오늘의 청년이 내일의 청소년들을 위해 더 열심히 활동하고 노력하여 좋은 세상을 만들어야합니다." - 《박근혜 체포 기자회견 中》[17]
- "우리 시민들과 박원순 시장님께서 계신다면 사회를 바꿀 수 있다고 생각합니다. 많은 청년들에게 꿈과 희망을 주셨으면 좋겠습니다." - 《시민시대 창립식 中》[18]
- "4차 산업혁명의 시대가 도래한 이 시대에도 여전히 게임에 대한 인식이 좋지 않아 무척 아쉽다. 공부 외의 게임의 길에서도 충분히 인생을 느낄 수 있다는 점을 널리 알리고 싶으며, 선수 시절 게임에 더 미치지 못했던 점을 후회한다. 그래도 무언가에 미쳤던 경험 속에서 인생의 지혜를 배웠다고 생각하여 무척이나 행복하다." - 《Global Leaders Club 게임 관련 특강 中》[19]

## 별명
- 제물테란, 희생양 = 소니 에릭슨 스타크래프트 II OPEN Season 2 64강에서 테란의 황제 임요환에게 패배한 후 붙여진 별명

## 매체출연

### 예능
- YouTube 《컬쳐쇼》(2016년)
- 네이버TV캐스트 열린사람들 《미개인》(2016년)
- KBS 《1대100》(2013년)
- MBC GAME 《형준 프로게이머 되다》(2010년)

### 다큐멘터리
- YouTube The아이엠피터 청년수당편(2016년)
- YouTube 열린사람들:미개인(2015년)
- tvN 임요환의 날개(2010년)

## 주요 경력
- 2021년 8월 ~ 사람사는세상 노무현재단 이사
- 2020년 9월 ~ 2022년 1월 제1기 청년정책조정위원회 민간위원
- 2020년 6월 ~ 2020년 8월 더불어민주당 전국대의원대회준비위원회 위원
- 2020년 3월 더불어민주당 중앙선거대책위원회 디지털 대변인
- 2020년 2월 더불어민주당 대한민국미래준비 선거대책위원회 공동선대위원장
- 2020년 2월 민주연구원 이사
- 2020년 1월 ~ 2020년 3월 더불어민주당 공천관리위원회 위원
- 2019년 11월 ~ 2020년 4월: 4·15총선 더불어민주당 총선기획단 위원
- 2017년 주권자 전국회의 상임공동대표
- 2017년 한일축제한마당 운영위원
- 2017년 아프리카아시아난민교육후원회 ADRF 홍보대사
- 2016년 농산어촌홍보개발원 강남구 한류스타 홍보대사
- 2016년 용산생태공원시민클럽 대의원
- 2016년 희망새물결 창립회원
- 2016년 한겨레온 주주통신원
- 2016년 대한북레터협회 상임부회장
- 2016년 청년문화포럼 회장
- 2016년 한국소상공인지원센터 센터장
- 2015년 BLT 대표, 북레터365운동 사무차장

## 상훈
- 2016년 대한민국 문화발전인재 대상 청년활동부문[20]
- 2013년 서울지방경찰청장상 표장

## 주요 기록
- 2010년 소니 에릭슨 스타크래프트 II OPEN Season 2 64강
- 2009년 제54회 스타크래프트 커리지매치 입상

## 저서
- 청년 사이 꿈을 묻다 - 민중의소리, 2017.7. 바꿈 청년네트워크 42인 공동저서[21]

## 학력
- 신성초등학교 졸업
- 신림중학교 졸업
- 방송통신고등학교 졸업
- 한국방송통신대학교 법학과->문화교양학과 재학